# エレメンツ (バンド)
エレメンツ（Elements）は、1982年にベーシストのマーク・イーガンと、ドラマーのダニー・ゴットリーブによって結成されたアメリカのフュージョン・アンサンブルである。イーガンとゴットリーブは共にパット・メセニー・グループの元メンバーであり、エレメンツのサウンドはその経験から引き出されている。
バンドのメンバーには、ビル・エヴァンス、ギル・ゴールドスタイン、スティーヴ・カーン、クリフォード・カーターが並んでいる。

## ディスコグラフィ

### アルバム
- 『エレメンツ - フィーチャリング・ビル・エヴァンス』 - Elements (1982年、Antilles)
- 『フォワード・モーション』 - Forward Motion (1985年、Antilles)
- 『ブロウン・アウェイ』 - Blown Away (1985年、Mesa/Bluemoon)
- 『イルミネーション』 - Illumination (1987年、Novus)
- 『リベラル・アーツ』 - Liberal Arts (1989年、Novus)
- Spirit River (1990年、Novus)
- Far East, Vol. 1 (1992年、Wavetone)
- Far East, Vol. 2 (1995年、Wavetone)
- Untold Stories (1996年、Wavetone)[2]